# Uladsimir Zyplakou
Uladsimir Wiktarawitsch Zyplakou (belarussisch Уладзімір Віктаравіч Цыплакоў, russisch Владимир Викторович Цыплаков/Wladimir Wiktorowitsch Zyplakow; * 18. April 1969 in Inta, Russische SFSR; † 14. Dezember 2019) war ein russisch-belarussischer Eishockeyspieler, der während seiner Karriere unter anderem für die Los Angeles Kings und Buffalo Sabres in der National Hockey League gespielt hat.

## Karriere
Uladsimir Zyplakou begann seine Karriere als Eishockeyspieler im Nachwuchsbereich von Torpedo Jaroslawl, für dessen Profimannschaft er von 1985 bis 1987 in der zweiten sowjetischen Spielklasse aktiv war. Anschließend wechselte er für vier Jahre zum HK Dinamo Minsk, für den er sowohl in der zweithöchsten als auch höchsten sowjetischen Spielklasse sowie der GUS-Meisterschaft antrat. Im Sommer 1992 ging der Angreifer nach Nordamerika, wo er in den folgenden drei Jahren bei den Minor-League-Teams Detroit Falcons aus der Colonial Hockey League sowie Indianapolis Ice und Fort Wayne Komets aus der International Hockey League unter Vertrag stand. Daraufhin wurde der Belarusse im NHL Entry Draft 1995 in der dritten Runde als insgesamt 59. Spieler von den Los Angeles Kings ausgewählt.  Für die Los Angeles Kings spielte Zyplakou viereinhalb Jahre lang in der National Hockey League, ehe er am 24. Januar 2000 im Tausch gegen ein Achtrunden-Wahlrecht für den NHL Entry Draft 2000 an den Ligarivalen Buffalo Sabres abgegeben wurde. 
Im Franchise der Buffalo Sabres verbrachte der Belarusse die folgenden eineinhalb Spielzeiten, wobei er einen Großteil der Saison 2000/01 aufgrund einer Knieverletzung verpasste, die er sich zu Saisonbeginn zugezogen hatte. Von 2001 bis 2004 stand der zweifache Olympiateilnehmer bei Ak Bars Kasan in der russischen Superliga auf dem Eis. Mit der Mannschaft wurde er in der Saison 2001/02 Vizemeister. Im Finale unterlag er mit Kasan seinem Ex-Club aus Jaroslawl, bei dem er seine Laufbahn begonnen hatte und sich in der Zwischenzeit in Lokomotive umbenannt hatte. Die Saison 2004/05 begann er beim HK ZSKA Moskau in der Superliga, spielte in den Playoffs jedoch für den HK Junost Minsk in der belarussischen Extraliga. Mit dem Verein aus der Hauptstadt wurde er Meister. Zum Titelgewinn trug Zyplakou mit drei Toren und zwei Vorlagen in sieben Spielen bei. Anschließend beendete er im Alter von 36 Jahren seine Karriere.
Er wurde mehrfach als Belarus’ Eishockeyspieler des Jahres ausgezeichnet.

### International
Für die Sowjetunion nahm Zyplakou an der Junioren-Weltmeisterschaft 1989 teil, bei der er mit seiner Mannschaft Weltmeister wurde. Für Belarus trat er bei den B-Weltmeisterschaften 2002 und 2004 sowie den A-Weltmeisterschaften 1999, 2000, 2003 und 2005 an. Des Weiteren stand er im Aufgebot Belarus bei den Olympischen Winterspielen 1998 in Nagano und 2002 in Salt Lake City.

### Als Trainer
Seit dem Ende seiner Spielerkarriere arbeitete Zyplakou als Eishockeytrainer. Zwischen 2005 und 2011 war er Assistenztrainer bei der belarussischen Nationalmannschaft, parallel betreute er zeitweise das U20- und das U18-Nationalteam Belarus.
Parallel war er regelmäßig als Vereinstrainer angestellt, unter anderem beim  HK Awangard Omsk, HK Dinamo Minsk und bei Sewerstal Tscherepowez. Seit 2014 gehörte er dem Trainerstab des HK Traktor Tscheljabinsk an.

## Erfolge und Auszeichnungen
| - 1992 Belarus’ Eishockeyspieler des Jahres - 1993 CoHL First All-Star Team - 2000 Belarus’ Eishockeyspieler des Jahres | - 2002 Russischer Vizemeister mit Ak Bars Kasan - 2002 Belarus’ Eishockeyspieler des Jahres - 2005 Belarussischer Meister mit dem HK Junost Minsk |

### International
- 1989 Goldmedaille bei der Junioren-Weltmeisterschaft
- 2002 Aufstieg in die Top Division bei der Weltmeisterschaft der Division I
- 2002 Bester Stürmer der Weltmeisterschaft der Division I, Gruppe A
- 2004 Aufstieg in die Top Division bei der Weltmeisterschaft der Division I